# Joshua Mance
Joshua Mance (Pomona, Alemania, 21 de marzo de 1992) es un atleta estadounidense de origen alemán, especializado en la prueba de 4x400 m en la que llegó a ser subcampeón olímpico en 2012.

## Carrera deportiva
En los JJ. OO. de Londres 2012 ganó la medalla de plata en los relevos 4x400 metros, con un tiempo de 2:57.05 segundos, tras Bahamas y por delante de Trinidad y Tobago, siendo sus compañeros de equipo: Bryshon Nellum, Tony McQuay, Angelo Taylor y Manteo Mitchell.